# Sunset View Acres
Sunset View Acres est une communauté située dans la province d'Alberta, dans le centre-sud.